# Vườn quốc gia Omo
Vườn quốc gia Omo là một vườn quốc gia nằm tại Vùng Các dân tộc Phương Nam,  Ethiopia. Được thành lập vào năm 1980, vườn quốc gia bảo vệ khu vực phía tây của sông Omo có diện tích khoảng 4.068 kilômét vuông, nằm về phía tây nam của thủ đô Addis Ababa khoảng 870 kilômét. Ngang qua con sông còn có Vườn quốc gia Mago. Mặc dù gần đây đã có một đường băng được xây dựng gần trụ sở của vườn quốc gia ở sông Mui nhưng vườn quốc gia này vẫn là một địa điểm khó tiếp cận, vì vậy nó được mô tả như là vườn quốc gia xa xôi nhất của Ethiopia.
Hạ lưu sông Omo được UNESCO công nhận là Di sản thế giới vào năm 1980 sau khi phát hiện tại thành hệ Omo Kibish những mảnh hóa thạch sớm nhất của Di chỉ Omo được biết đến của loài người có niên đại khoảng 195.000 năm tuổi.
Hầu như không có cơ sở hạ tầng phục vụ du lịch trong vườn quốc gia và ít hỗ trợ cho khách du lịch. Báo cáo vào năm 1999 rằng không có cơ quan du lịch nào trong hoặc ngoài Ethiopia tổ chức các tour du lịch ở vườn quốc gia Omo. Walta vào ngày 3 tháng 10 năm 2006 đã công bố số tiến 1 triệu đôla Mỹ đã được chuyển giao để xây dựng "đường giao thông và các trung tâm vui chơi giải trí cũng như phương tiện truyền thông khác" với mục đích để thu hút nhiều khách du lịch tới đây.

## Hệ động vật
Vườn quốc gia này là nơi trú ẩn quan trọng của rất nhiều loài bị đe dọa và có nguy cơ tuyệt chủng bao gồm voi châu Phi, trâu rừng châu Phi, ngựa vằn Burchell, linh dương Eland, linh dương sừng thẳng Đông Phi, linh dương Tiang, linh dương Lelwel, linh dương Grant. Các loài động vật khác cũng tương đối dễ dàng bắt gặp như sư tử, hươu cao cổ, chó hoang châu Phi, đà điểu, linh dương Kudu lớn, linh cẩu, tê giác đen, hà mã.

## Dân cư
Đây là vùng đất nông nghiệp và chăn thả truyền thống của những người Mursi, Suri, Nyangatom, Dizi và Me'en. Tuy nhiên, họ có nguy cơ phải di rời sau khi việc phân định ranh giới vườn quốc gia diễn ra vào tháng 11 năm 2005 và sự tiếp quản quản lý bởi Tổ chức Vườn quốc gia châu Phi của Hà Lan. Quá trình này có nguy cơ khiến những người bản địa Omo trở thành những người "sinh sống bất hợp pháp" ngay trên chính mảnh đất của họ. Có báo cáo nói rằng, những người dân bản địa đã bị ép buộc ký vào các tài liệu mà không được tiết lộ bởi cơ quan quản lý vườn quốc gia.
Vào tháng 10 năm 2008, vườn quốc gia được trao trả quyền quản lý lại cho chính phủ Ethiopia. Họ tuyên bố rằng việc quản lý bền vững giá trị quan trọng của vườn quốc gia ở Ethiopia không phù hợp với "cách sống vô trách nhiệm của một số dân tộc". Tổ chức này gặp khó khăn khi đối phó với những người dân bản địa đang cố gắng tiếp tục duy trì lối sống truyền thống của họ trong ranh giới vườn quốc gia.